# (31580) Bridgetoei
1999 FH30 (asteroide 31580) é um asteroide da cintura principal. Possui uma excentricidade de 0.14480040 e uma inclinação de 4.46904º.
Este asteroide foi descoberto no dia 19 de março de 1999 por LINEAR em Socorro.